# Burghof (Königswinter)

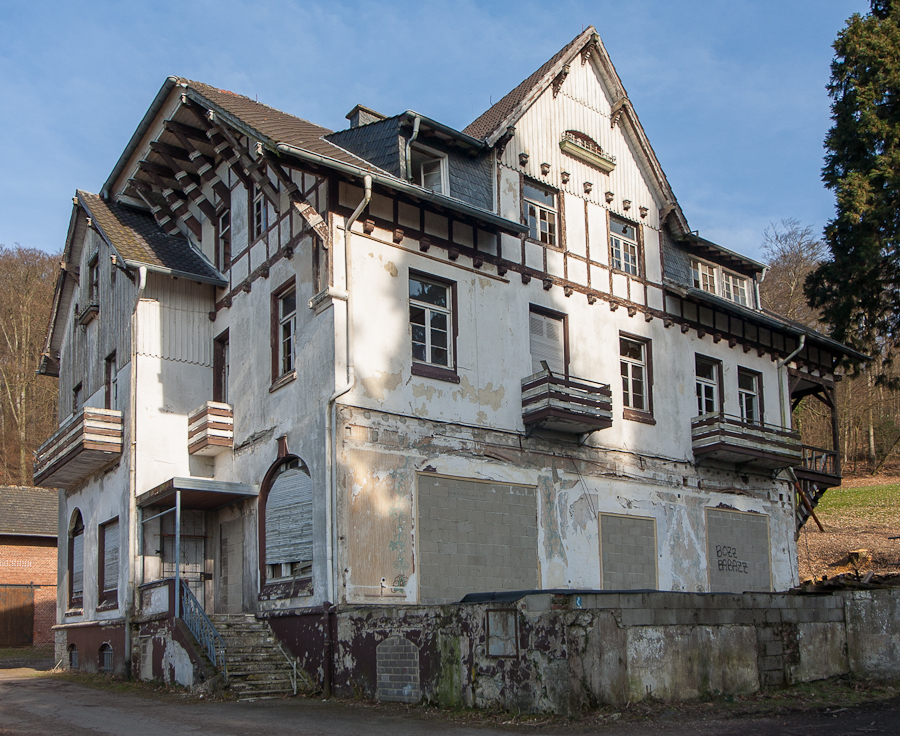
Burghof (2013)

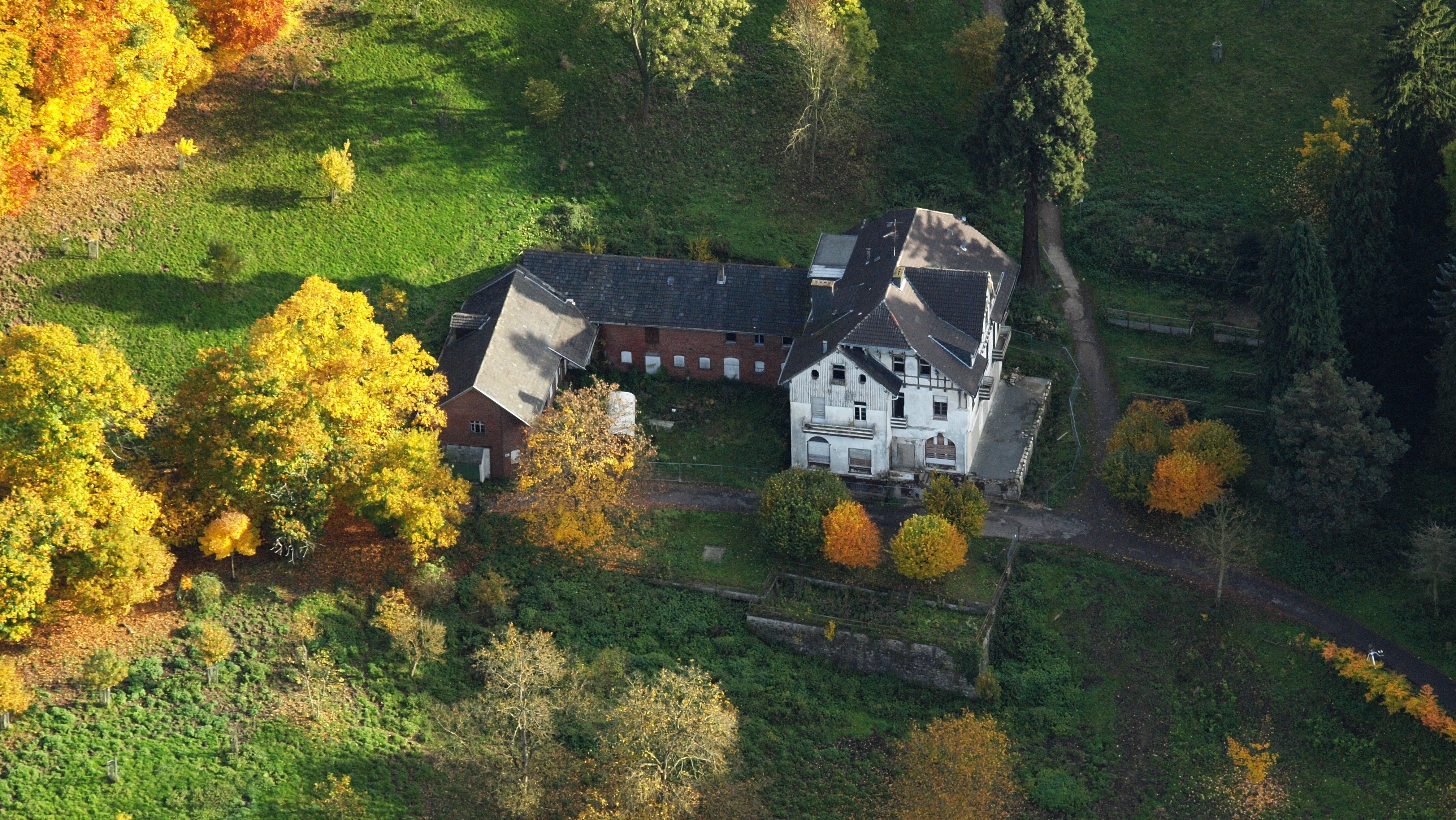
Burghof, Luftaufnahme (2015)

Der Burghof am Drachenfels in Königswinter, einer Stadt im nordrhein-westfälischen Rhein-Sieg-Kreis, geht auf einen Wirtschaftshof der Burggrafen von Drachenfels zurück. Er steht als Baudenkmal unter Denkmalschutz.

## Lage
Der Burghof liegt auf gut 212 m ü. NHN, 250 m südöstlich von Schloss Drachenburg sowie etwa 300 m nördlich und 110 Höhenmeter unterhalb der Burgruine Drachenfels. Am Burghof führt ein Verbindungsweg zwischen dem Eselsweg und der asphaltierten Drachenfelsstraße vorbei, der als Aufstieg zum Berggipfel genutzt wird.

## Geschichte

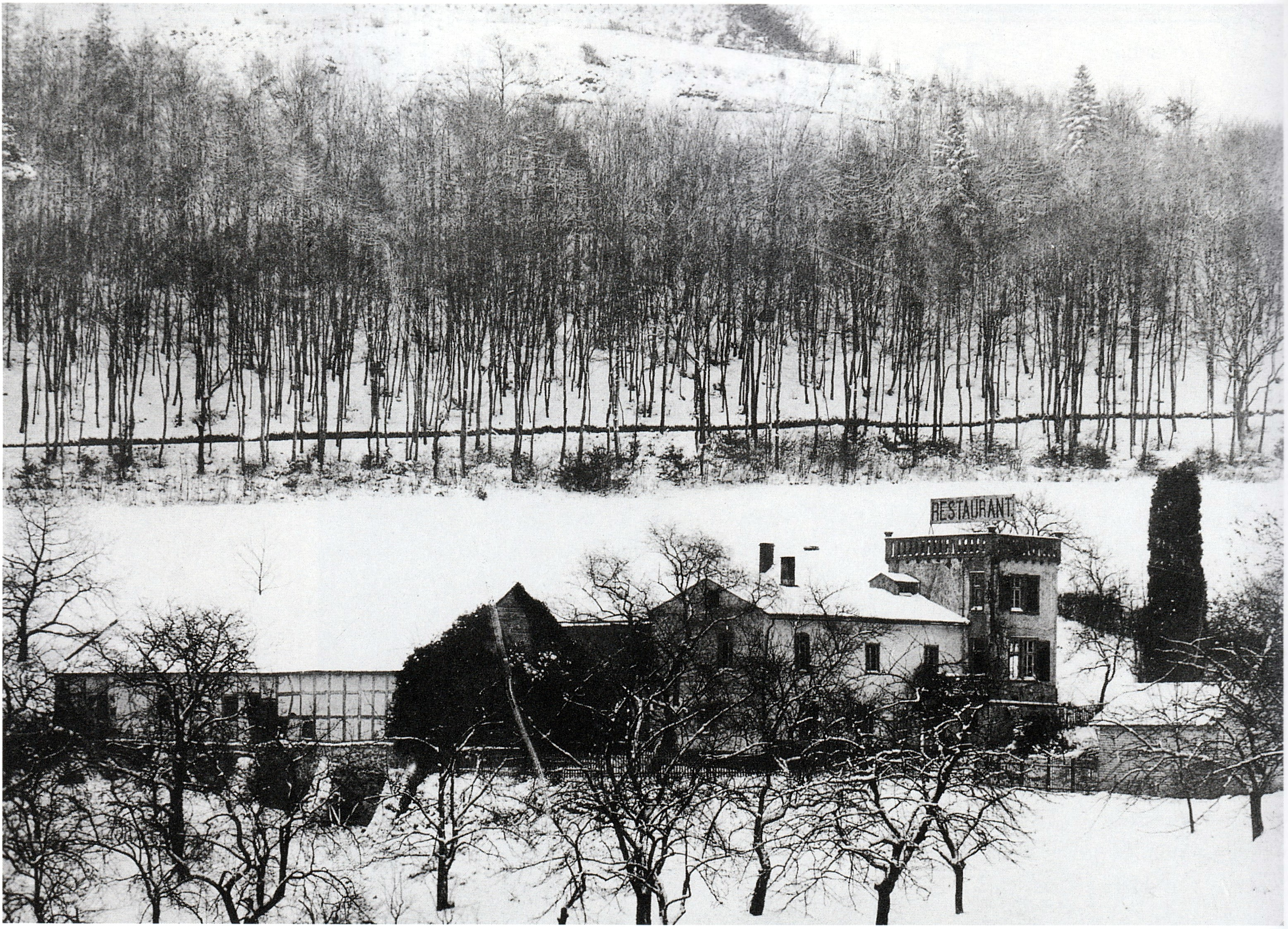
Burghof (vor 1904)

Der Burghof soll bis ins 12. Jahrhundert zurückreichen und diente ursprünglich der Versorgung der Burgen Drachenfels und Wolkenburg. Letztere verfiel bereits im 16. Jahrhundert, die Burg Drachenfels war schon vor ihrer Zerstörung in den 1630er-Jahren nicht mehr bewohnt. Urkundlich in Erscheinung trat der Burghof erstmals 1666 im Taufregister der Königswinterer Pfarrkirche St. Remigius. Bereits 1811 wurde er als Wein- und Kaffeewirtschaft genutzt. 1828 verzeichnete er 16 und 1843 neun Einwohner. Seinerzeit galt er als Treffpunkt der Bonner Studentenschaft. 1854 ging der Burghof in den Besitz von Ferdinand Hoffmann, eines Emigranten nach Amerika über. Er weitete den landwirtschaftlichen Betrieb bei Schließung der Gastwirtschaft wesentlich aus, unter anderem auf den Getreide- und Weinanbau, und verband ihn 1862 mit dem nahegelegenen Gut Elsigerfeld (heute „Milchhäuschen“). Außerdem ließ er auf dem Grundstück einen Pavillon mit Rheinblick erbauen und die Außenanlagen durch Pflanzung von Esskastanien und eines Mammutbaums neu gestalten.
1881 erwarb Stephan von Sarter, Erbauer des gegenüberliegenden und 1884 fertiggestellten Schloss Drachenburg, den Burghof. Er nutzte ihn als repräsentativen Wohnsitz, 1885 war er von acht Menschen bewohnt. Die Gastwirtschaft wurde 1895 wiedereröffnet, zum Abriss kamen im Jahr darauf für einen neuen Pferde- und Kuhstall ein Gebäude an der Hangseite sowie 1900 eine Scheune. Sarters Erbe und Neffe, Jakob Hubert Biesenbach (1870–1947), ließ das Hauptgebäude des Burghofs 1904 nach erfolgtem Abbruch als Berghotel im Landhausstil neu aufbauen, wobei die dem 19. Jahrhundert entstammenden Wirtschaftsgebäude aus Backstein erhalten wurden. In der Zeit des Nationalsozialismus dienten Schloss Drachenburg und der Burghof, in dem im Frühjahr 1939 noch ein KdF-Heim eingerichtet worden war, ab Winter 1941/42 als Adolf-Hitler-Schule. Er blieb bis Mitte der 1980er-Jahre hinsichtlich der Besitzverhältnisse mit Schloss Drachenburg verbunden. Seitdem 1989 die Konzession für das Hotel erlosch, ist das Gebäude leerstehend und befindet sich im Verfallsprozess, auch nach einem neuerlichen Besitzerwechsel im Jahre 2004. Ein weiterer Verkaufsversuch für eine gastronomische Nutzung nach erfolgter Sanierung startete im Frühjahr 2013. Im November 2014 bewilligte der Haushaltsausschuss des Deutschen Bundestages 300.000 Euro aus Mitteln des „Denkmal-Sonderprogramms“ für die Sanierung des Burghofs. Im Februar 2016 erwarb der Bonner Immobilienunternehmer Marc Asbeck den Burghof. Er plante zunächst, ihn nach einer Sanierung privat zu nutzen und ihn möglicherweise auch für öffentliche Veranstaltungen freizugeben. Ab November 2018 bot Asbeck die noch immer nicht sanierte Immobilie wieder zum Verkauf an, nachdem sich Genehmigungsverfahren für seine Pläne in die Länge gezogen hatten und die NRW-Stiftung als Eigentümerin des benachbarten Schlosses Drachenburg sich gegen einen Erwerb des Anwesens entschieden hatte. Im Herbst 2019 erwarb der Immobilienunternehmer und Weingutbesitzer Bernd G. Siebdrat aus Rhöndorf den Burghof und kündigte ein anspruchsvolles Sanierungsprojekt mit dem Ziel einer unter anderem gastronomischen Nutzung an. Die Sanierung des Burghofs für eine Nutzung als „Siebengebirgsalm“ sollte 2022 beginnen, aufgrund von Verfahren gegen einen Ausnahme- und Befreiungsbescheid des Rhein-Sieg-Kreises von den im Naturschutzgebiet Siebengebirge geltenden Verbote und die Baugenehmigung des Stadt Königswinter ist auf Anfang 2024 noch unsicher, ob die Sanierung umgesetzt werden kann.
Die Eintragung des Burghofes in die Denkmalliste der Stadt Königswinter erfolgte am 18. November 1997.

„Als Hotel wurde der Burghof 1904 in gediegenem Landhausstil neu errichtet. Asymmetrie und ausgebautes Dachgeschoß mit Giebeln, Gauben und Zierfachwerk sind charakteristische Merkmale und sollen einen ‚altdeutschen gemütlichen Gasthauscharakter‘ vermitteln.“